# La Conception (Marseille)
Pour les articles homonymes, voir La Conception.
La Conception est un quartier du 5e arrondissement de Marseille. On y trouve l'hôpital de la Conception.

## Démographie
| population                                                       | 9 961 | 8 310 | 9 084 | 9 101 | 9 511 |
| Nombre retenu à partir de 1962 : Population sans doubles comptes |       |       |       |       |       |